# Шегедин, Петар (писатель)
Петар Шегедин (хорв. Petar Šegedin; 8 июля 1909, Корчула, Дубровачко-Неретванска — 1 сентября 1998, Загреб) — хорватский писатель.

## Биография
Шегедин родился в Жрново, на острове Корчула. Он закончил начальную школу в Жрново, первые классы средней школы в Корчуле и педагогический колледж в Дубровнике. Окончил факультет гуманитарных и социальных наук Загребского университета. Он работал профессором и дипломатом, а позже профессиональным писателем. В 1964 году он стал членом Югославской академии наук и искусств. В 1970-х годах он был внесён в чёрный список из-за критики коммунистических властей и некоторое время жил в добровольной ссылке в Германии.
Начиная с его дебютного романа «Дети Божьи» (Djeca božja), опубликованного в 1946 году, творчество Шегедина оторвалось от социалистического реализма и привнесло экзистенциализм в хорватскую литературу. Он также известен своими эссе и путевыми очерками.
Шегедин был президентом Матица хорватская и Ассоциации хорватских писателей. Он был полноценным членом Хорватской академии наук и искусств с 1963 года. Шегедин является лауреатом Премии Владимира Назора 1991 года за заслуги в области литературы.